# Philadelphia (village, New York)
Philadelphia est un village situé dans le comté de Jefferson, dans l'État de New York, aux États-Unis,. En 2010, il comptait une population de 1 252 habitants.

## Démographie
Lors du recensement de 2010, le village comptait une population de 1 252 habitants. Elle est estimée, en 2019, à 1 125 habitants.